# كييف روس
كييف روس أو روس الكييفية، (بالسلافية الشرقية القديمة: Рѹ́сь ، باللاتينية: Russia Kioviensis، بالبيلاروسية: Кіеўская Русь, بالروسية: Ки́евская Русь, بالأوكرانية: Ки́ївська Русь) كانت دولةً اتحاديةً واسعةً ضمت في عهد أسرة روريك الفارانجية السلاف الشرقيين والفنلنديين في أوروبا منذ أواخر من القرن التاسع وحتى منتصف القرن الثالث عشر. تدعي الدول الحديثة لبيلاروس وروسيا وأوكرانيا انتماء أسلافهم جميعًا لحقانات روس، وأن بيلاروس وروسيا قد اشتقا اسميهما منها. حكمت سلالة روريك روس الكييفية حتى القرن السادس عشر. ووصلت روسيا إلى ذروتها في منتصف القرن الحادي عشر، حيث امتدت من البحر الأبيض في الشمال وحتى البحر الأسود في الجنوب ومن منابع نهر فيستولا في الغرب وحتى شبه جزيرة تامان في الشرق، موحدةً معظم القبائل السلافية الشرقية.
كان الأمير أوليغ النبوي (بين عامي 879 و912) أول حاكم بدأ في توحيد الأراضي السلافية الشرقية فيما أصبح يُعرف باسم خقانات روس وفقًا للسجل الروسي الأول، إذ بسط سيطرته من فيليكي نوفغورود جنوبًا على امتداد وادي نهر دنيبر لحماية التجارة من غزوات الخزر من الشرق، ونقل عاصمته إلى كييف لكونها منطقةً أكثر إستراتيجية. حقق سفياتوسلاف الأول (توفي في عام 972) أول توسع كبير للسيطرة الإقليمية على روس الكييفية، حيث خاض حربًا ضد الخزر. أدخل فلاديمير الأول (بين عامي 980 و1015) المسيحية إلى بلاده بعد تعميده، ومدها إلى جميع سكان خقانات روس وخارجها أيضًا بموجب مرسوم رسمي. وصلت روس الكييفية إلى أقصى حدودها في ظل حكم ياروسلاف الحكيم (بين عامي 1019 و1054)؛ اجتمع أبناؤه وأصدروا أول مادة قانونية مكتوبة، وهو قانون روس الكييفية، بعد وقت قصير من وفاته.
بدأ عصر انحطاط الدولة الاتحادية في أواخر القرن الحادي عشر والقرن الثاني عشر، وتفككت إلى قوى إقليمية متعددة ومتنافسة. تُعتبر العوامل الاقتصادية من أهم أسباب انهيارها، كانهيار العلاقات التجارية بين روس الكييفية والإمبراطورية البيزنطية بسبب تدهور القسطنطينية، وما صاحب ذلك من تناقص طرق التجارة عبر أراضيها. سقطت الدولة أخيرًا في يد الغزو المغولي في أربعينيات القرن الثالث عشر.

## اقتصادها
اعتمدت التجارة والنقل إلى حد كبير على شبكات الأنهار والموانئ خلال الحقبة الكييفية، وشهدت شعوب روس الكييفية فترةً من التوسع الاقتصادي الكبير، وأنشأت طرقًا تجاريةً مع الفايكنج في الشمال والغرب ومع الإغريق البيزنطيين في الجنوب والغرب؛ بدأ التجار أيضًا في السفر جنوبًا وشرقًا، وفي النهاية نشأت علاقات مع بلاد فارس وشعوب آسيا الوسطى.

## مجتمعها
أصبحت كييف أهم مركز تجاري والمدينة الرئيسية بين الكوميونات بسبب ازدياد التجارة فيها وموقعها الجغرافي بالقرب من البحر؛ لذلك اكتسب زعيم كييف «سيطرةً» سياسيةً على كامل المناطق المحيطة. نشأت هذه الإمارة من تحالف المجتمعات العائلية الأبوية التقليدية في محاولة لزيادة القوة العاملة القابلة للتطبيق وزيادة إنتاجية أراضي روس الكييفية. طور هذا الاتحاد المدن الكبرى الأولى في روس الكييفية لتشكيل أول شكل بارز من أشكال الحكم الذاتي. انتقل التركيز من ممتلكات الأسرة إلى المناطق المحيطة بها بعد تطور الكوميونات وازدياد مساحتها. أصبح هذا التحول في الأيديولوجية معروفًا باسم فيرف (verv’).
سيطر الأمراء وحاشيتهم، الذين كانوا مزيجًا من النخب السلافية والاسكندنافية، على مجتمع روس الكييفية في القرنين الحادي عشر والثاني عشر. قدم الأمراء للجنود والمسؤولون البارزون دخلًا وأرضًا مقابل خدماتهم السياسية والعسكرية. افتقر مجتمع روس الكييفية إلى المؤسسات الطبقية والمدن المستقلة التي كانت نموذجية للإقطاع في أوروبا الغربية. ومع ذلك، مارس التجار الحضريون والحرفيون والعمال نفوذًا سياسيًا في بعض الأحيان من خلال مجلس المدينة (veche)، والذي شمل جميع الذكور البالغين من السكان. عقد المجلس في بعض الحالات اتفاقيات مع الحكام أو طردهم ودعا آخرين ليحلوا محلهم. كانت طبقة العبيد في قاع المجتمع، في حين اعتُبرت طبقة القرويين الذين يدفعون الجزية أعلى شأنًا، إذ أنهم اعتبروا عملهم واجب تجاه الأمراء. لم تكن سمة القنانة الشخصية واسعة الانتشار في أوروبا الغربية موجودةً في روس الكييفية.
أدى التغيير في الهيكل السياسي لروس الكييفية إلى التطور الحتمي لطبقة القرويين أو الفلاحين الأحرار. كان الفلاحون الأحرار أشخاصًا أحرارًا غير مالكين للأراضي وجدوا عملًا من خلال العمل مقابل أجر في القصور التي بدأت تتطور نحو عام 1031 مع بداية سيطرة أيديولوجية فيرف على البنية الاجتماعية والسياسية للمجتمع. مُنح الفلاحون الأحرار في البداية المساواة وفق قانون روس الكييفية؛ وقد كانوا متساويين مع الأمير من الناحية النظرية؛ فتمتعوا نتيجةً لذلك بأكبر قدر من الحرية كما العمال اليدويين. ومع ذلك، بدأوا يفقدون حقوقهم ببطء في القرن الثالث عشر، ليخسروا في نهاية المطاف المساواة التي تمتعوا بها بنظر القانون.

## تقييمها تاريخيًا
لم تكن روس الكييفية أكبر دولة أوروبية معاصرة من حيث المساحة فحسب، بل كانت متقدمةً من الناحية الثقافية أيضًا على الرغم من قلة عدد سكانها مقارنة بأوروبا الغربية. ارتفعت معدلات معرفة القراءة والكتابة في كييف وفيليكي نوفغورود والمدن الكبيرة الأخرى. بينت وثائق لحاء البتولا تبادل سكان روس الكييفية لرسائل الحب وإعدادهم لأوراق الغش في المدارس. امتلكت فيليكي نوفغورود نظام صرف صحي وأرصفةً خشبيةً لم تكن موجودةً في معظم المدن الأخرى في ذلك الوقت. حد قانون روس الكييفية من العقوبات لتقتصر على الغرامات، ولم تستخدم عقوبة الإعدام بشكل عام. مُنحت بعض الحقوق للمرأة، مثل حقوق الملكية والميراث.
يمكن توضيح التنمية الاقتصادية في روس الكييفية من خلال تحويلها إلى إحصائيات ديموغرافية. بلغ عدد سكان كييف نحو عام 1200 أكثر من 50 ألف نسمة، في حين بلغ عدد سكان كل من فيليكي نوفغورود وتشرنيغوف نحو 30 ألف نسمة، ووصل عدد سكان القسطنطينية إلى نحو 400 ألف نسمة نحو عام 1180. قدر العالم السوفيتي ميخائيل تيخوميروف امتلاك روس الكييفية نحو 300 مركز حضري قبيل الغزو المغولي.
لعبت روس الكييفية دورًا مهمًا في أنساب السياسيين في أوروبا أيضًا. تزوج ياروسلاف الحكيم، الذي انحدرت زوجة أبيه من السلالة المقدونية التي حكمت الإمبراطورية البيزنطية منذ عام 867 وحتى عام 1056، من الابنة الشرعية الوحيدة للملك الذي جلب المسيحية إلى السويد. أصبحت بناته ملكات المجر وفرنسا والنرويج، وتزوج أبناؤه من بنات ملك بولندي وإمبراطور بيزنطي (بالإضافة إلى ابنة أخت البابا آنذاك)، أما حفيداته فقد كنّ إمبراطورات ألمانيات وأصبحت إحداهنّ ملكةً لاسكتلندا وفق إحدى النظريات. تزوج أحد الأحفاد من الابنة الوحيدة لآخر الملوك الأنجلوسكسونيين في إنجلترا. وهكذا امتلكت عائلة الروريك الملكية صلات جيدة في ذلك الوقت.